# Ligne T1 du tramway de Saint-Étienne
La ligne T1 du tramway de Saint-Étienne  est une ligne de tramway desservant l'agglomération de Saint-Étienne. 
Elle est mise en service le 4 décembre 1881 et est connue en tant que ligne 4 jusqu'au 30 août 2010. Fonctionnant sans discontinuer depuis 140 ans, c'est la plus ancienne ligne de tramway de France.

## Histoire
La ligne 4 n'a jamais cessé de circuler dans la ville entre les quartiers de la Terrasse et de Bellevue. Exploitée originellement en traction à vapeur, la plus fréquentée des lignes de tramway de l'agglomération stéphanoise est électrifiée en 1907. Elle s'étend du nord (Terrasse) au sud (Bellevue).
L'extension de la ligne 4 jusqu'à Solaure est décidée en 1983. Cette date peut marquer le renouveau du tramway en France car à partir de cette date, le tramway se redéveloppe en France[réf. nécessaire]. Le prolongement du tramway à Solaure marque la volonté politique de la municipalité de dynamiser un quartier neuf en le connectant directement à Bellevue (en 3 minutes) et au centre-ville (15 minutes).
En 1991, une deuxième extension permet l’arrivée du tramway à l'hôpital Nord. En effet, le plus grand hôpital de l'agglomération avait besoin d'une offre de transport qualitative et quantitative afin de correspondre aux besoins du personnel et des visiteurs. L'obsolète ligne 41 ne pouvait pas suffire aux nouvelles fonctions de l'entrée nord de l'agglomération (hôpital Nord, musée d'art moderne, Cité de l'Agriculture). Dès 2004, l'hôpital Nord devient le lieu principal du CHU rassemblant des services de Bellevue, la Charité et Saint-Jean-Bonnefonds. La superficie des locaux doublant, le tramway joue pleinement son rôle.
En parallèle de la réalisation de la ligne 5, 1,5 km de la ligne 4 sont modernisés au niveau du cours Victor-Hugo/rue Gambetta et rue du 11-Novembre en 2005. Les travaux ont débuté cours Victor-Hugo (janvier 2004-mai 2005). Les trams l'empruntent pendant un an (septembre 2005-mai 2006) dans les deux sens (avec un évitement central place Albert-Thomas) pendant la restructuration de la rue Gambetta (avril 2005-mars 2006). Les poses d'aiguillage et les basculements sont réalisés durant les mois de juin, juillet et août 2005 et 2006 où les trams ont été remplacés par des bus.
En octobre 2006, la ligne 4 circule sur son nouvel itinéraire.
Le 30 août 2010, la ligne 4 devient la ligne T1 avec le nouveau réseau.

## Tracé et stations

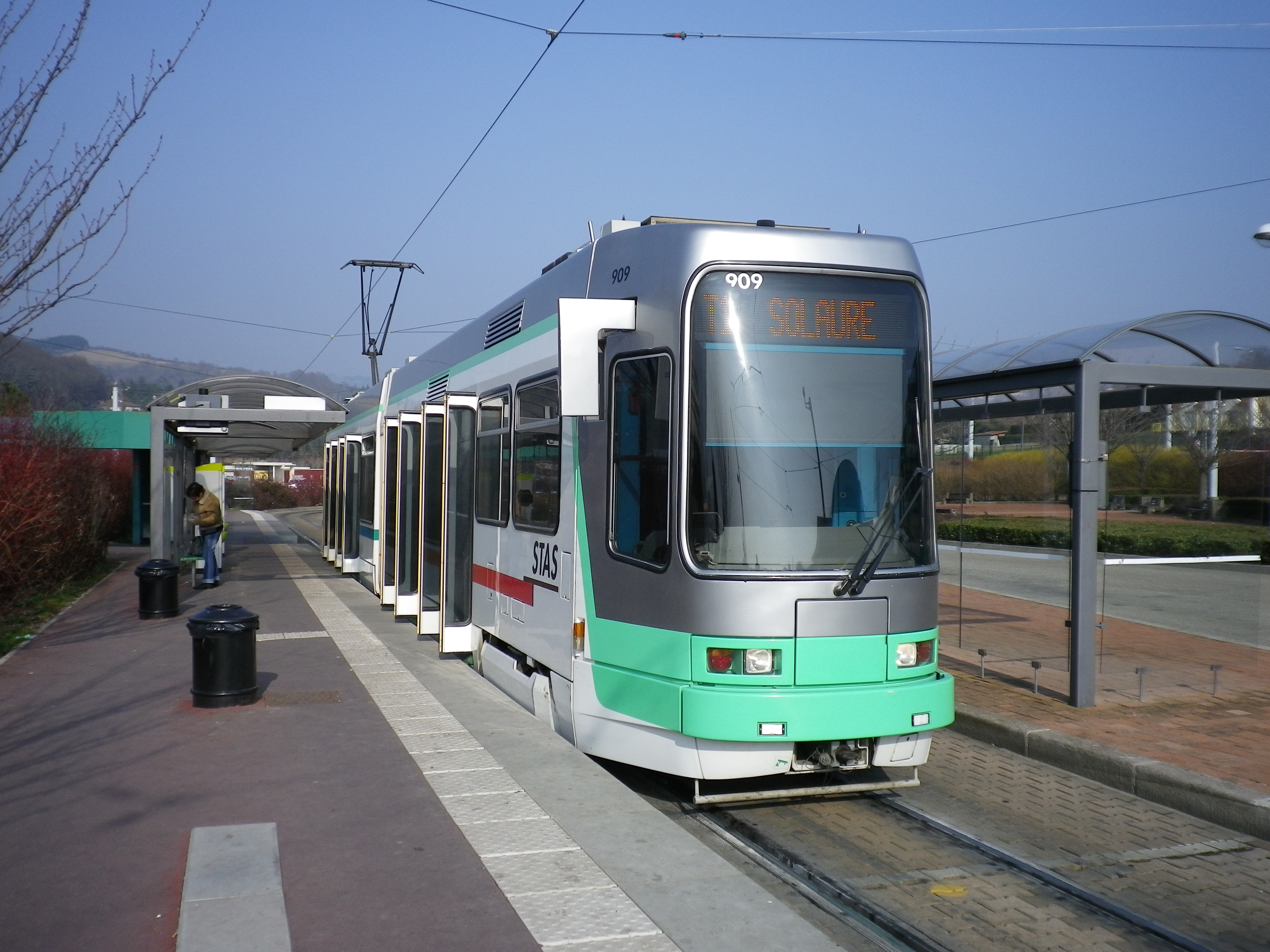
Rame 909 à Hôpital Nord pour Solaure.

### Tracé
Le tracé naît rue Charles de Gaulle à Saint-Priest-en-Jarez, à côté du Centre hospitalier universitaire de Saint-Étienne puis se dirige vers la rue Claude Bernard avant d'entrer en site propre et d'arriver à la première station ; Parc-Champirol. La ligne emprunte l'avenue Pierre Mendès France, tout proche du dépôt où sont remisées les rames; elle remonte toute cette avenue en desservant les stations Lycée Simone Weil proche du lycée du même nom, Cité de l'Agriculture et Musée d'art moderne avant d'entrer dans Saint-Étienne. La ligne traverse la Place Massenet et est en tronc commun avec la ligne T3 pendant 3 stations , elle passe ensuite entre l'avenue de Verdun et la Gare de Saint-Étienne-La Terrasse avant d'emprunter la rue Bergson (en site propre) qu'elle va remonter jusqu'à la Gare de Saint-Étienne-Carnot en desservant les stations Quartier Grouchy non loin de la piscine du même nom, Roger Rocher à cinq minutes du Stade Geoffroy-Guichard, Rue Barra, Chaléassière, Cité du Design à côté de la Cité du Design puis Place Carnot avant de passer sous la gare de Saint-Étienne-Carnot et emprunter la rue Charles de Gaulle. Sur cette rue se situent les stations Grand Gonnet et Place Jean Jaurès. La ligne rentre dans l'assez-étroite rue du Président Wilson qui devient rue du Général Foy vers la station Hôtel de Ville avant de desservir la station Peuple Foy. Elle traverse la célèbre place du Peuple où toutes les lignes de tramway se croisent, à l'aller elle part légèrement vers la droite jusqu'à la place des Ursules avant de reprendre le cours Victor Hugo et desservir la station Bourse du travail. Elle passe par la rue du Général Leclerc et reprend la rue du Onze Novembre en desservant la station Anatole France où les trams de la T1 qui vont à l'Hopital Nord passent avant d'emprunter la Rue Gambetta et desservir les stations Anatole France, Saint-Louis et Peuple Gambetta (Place du Peuple). Elle continue rue du Onze Novembre, en site propre pour desservir le Campus de Tréfilerie puis le centre commercial régional Centre Deux avant d'entrer rue des docteurs Charcot et desservir la station Bicentenaire. La ligne T1 entre Place Bellevue et dessert la station du même nom. Elle prend la rue Gabriel Péri, dessert l'arrêt Hôpital  Bellevue puis, après avoir empruntée la rue Ambroise Paré, elle traverse la place Paul Louis Courier qu'on pourrait comparer à la Place de l'Étoile avec ses six rues qui partent de cette place. Après avoir desservie Paul Louis Courier elle sert à droite pour emprunter la rue Auguste Keufer avant de tourner à gauche rue Président Masaryk pour arriver à son terminus Solaure dans le quartier d'habitation du même nom au bord de la N88. Au départ de Solaure, la ligne emprunte la rue Ambroise Paré.

### Liste des stations
|  |   |   |   |  | Station                      | Lat/Long                    | Commune               | Correspondance(s)                                                                                |
|  | - | - | - |  | ---------------------------- | --------------------------- | --------------------- | ------------------------------------------------------------------------------------------------ |
|  |   | ■ |   |  | Hôpital Nord                 | 45° 28′ 49″ N, 4° 21′ 51″ E | Saint-Priest-en-Jarez | T3 37 Cars Région L15                                                                            |
|  |   | • |   |  | Parc-Champirol               | 45° 28′ 37″ N, 4° 21′ 52″ E | Saint-Priest-en-Jarez | T3 P+R                                                                                           |
|  |   | • |   |  | Lycée S. Weil                | 45° 28′ 29″ N, 4° 22′ 02″ E | Saint-Priest-en-Jarez | T3 16 17 P+R                                                                                     |
|  |   | • |   |  | Cité Agriculture             | 45° 28′ 23″ N, 4° 22′ 12″ E | Saint-Priest-en-Jarez | T3                                                                                               |
|  |   | • |   |  | Musée d'Art Moderne          | 45° 28′ 14″ N, 4° 22′ 27″ E | Saint-Priest-en-Jarez | T3                                                                                               |
|  |   | • |   |  | Terrasse                     | 45° 27′ 57″ N, 4° 22′ 43″ E | Saint-Étienne         | T3 8 17 25 27 C1 N1 Cars Région L11 L13 P+R TER Auvergne-Rhône-Alpes                             |
|  |   | • |   |  | Quartier Grouchy             | 45° 27′ 42″ N, 4° 22′ 51″ E | Saint-Étienne         | T3 N1                                                                                            |
|  |   | • |   |  | Roger Rocher Allez les Verts | 45° 27′ 32″ N, 4° 22′ 54″ E | Saint-Étienne         | T3 N1                                                                                            |
|  |   | • |   |  | Rue Barra                    | 45° 27′ 21″ N, 4° 22′ 57″ E | Saint-Étienne         | N1                                                                                               |
|  |   | • |   |  | Chaléassière                 | 45° 27′ 14″ N, 4° 22′ 59″ E | Saint-Étienne         | N1                                                                                               |
|  |   | • |   |  | Cité du Design               | 45° 27′ 01″ N, 4° 23′ 03″ E | Saint-Étienne         | T2 N1                                                                                            |
|  |   | • |   |  | Place Carnot                 | 45° 26′ 51″ N, 4° 23′ 05″ E | Saint-Étienne         | T2 M9 10 12 21 S9 N1 Cars Région L11 L13 TER Auvergne-Rhône-Alpes                                |
|  |   | • |   |  | Grand Gonnet                 | 45° 26′ 40″ N, 4° 23′ 09″ E | Saint-Étienne         | T2 10 12 S9 N1                                                                                   |
|  |   | • |   |  | Place Jean Jaurès            | 45° 26′ 30″ N, 4° 23′ 11″ E | Saint-Étienne         | T2 10 12 S9 N1                                                                                   |
|  |   | • |   |  | Hôtel de ville               | 45° 26′ 19″ N, 4° 23′ 14″ E | Saint-Étienne         | T2 M2 M3 M7 12 13 16 21 24 S3 S7 N1 N2                                                           |
|  | ↓ |   |   |  | Peuple Foy                   | 45° 26′ 13″ N, 4° 23′ 16″ E | Saint-Étienne         | T2 M2 M3 M7 12 13 16 21 24 S3 S7 N2                                                              |
|  |   |   | ↑ |  | Peuple Gambetta              | 45° 26′ 09″ N, 4° 23′ 17″ E | Saint-Étienne         | T3                                                                                               |
|  | ↓ |   |   |  | Bourse du travail            | 45° 25′ 58″ N, 4° 23′ 17″ E | Saint-Étienne         | T3 N2                                                                                            |
|  |   |   | ↑ |  | Saint-Louis                  | 45° 25′ 57″ N, 4° 23′ 21″ E | Saint-Étienne         | T3                                                                                               |
|  |   | • |   |  | Anatole France               | 45° 25′ 48″ N, 4° 23′ 23″ E | Saint-Étienne         | T3 N2                                                                                            |
|  |   | • |   |  | Campus Tréfilerie            | 45° 25′ 36″ N, 4° 23′ 27″ E | Saint-Étienne         | T3 N2                                                                                            |
|  |   | • |   |  | Centre Deux                  | 45° 25′ 23″ N, 4° 23′ 31″ E | Saint-Étienne         | T3 N2                                                                                            |
|  |   | • |   |  | Bicentenaire                 | 45° 25′ 13″ N, 4° 23′ 33″ E | Saint-Étienne         | T3 N2                                                                                            |
|  |   | • |   |  | Bellevue                     | 45° 24′ 56″ N, 4° 23′ 36″ E | Saint-Étienne         | T3 M1 M4 M7 22 23 S1 N2 Cars Région L12 L14 L16 L17 H28 H30 H34 H37 P+R TER Auvergne-Rhône-Alpes |
|  |   | • |   |  | Hôpital Bellevue             | 45° 24′ 46″ N, 4° 23′ 28″ E | Saint-Étienne         | M1 M4 S1 N2                                                                                      |
|  |   | • |   |  | Paul Louis Courier           | 45° 24′ 35″ N, 4° 23′ 13″ E | Saint-Étienne         |                                                                                                  |
|  |   | ■ |   |  | Solaure                      | 45° 24′ 31″ N, 4° 22′ 59″ E | Saint-Étienne         | M1 S1                                                                                            |

### Ateliers
Toutes les rames sont remisées au dépôt Transpôle, siège social de la STAS et dépôt principal (9 ha).

## Exploitation de la ligne

### Temps de parcours et fréquences
La ligne relie l'Hôpital Nord à Solaure en 35 minutes. 
La ligne fonctionne du lundi au jeudi de 4 h à 0 h 55 environ et jusqu'à 1 h 35 le vendredi, à raison d'un tramway toutes les 4 à 5 minutes en journée (6 minutes durant les vacances scolaires) entre 6 h et 19 h 30 et toutes les 15 à 20 minutes en début et fin de service. La ligne fonctionne le samedi de 4 h à 1 h 35 environ, à raison d'un tramway toutes les 8 minutes entre 8 h 30 et 19 h 30 et toutes les 15 à 20 minutes en début et fin de service. La ligne fonctionne les dimanches et jours fériés de 5 h à 0 h 20 environ, à raison d'un tramway toutes les 15 à 20 minutes.

### Matériel roulant
La ligne est exploitée par des rames Alsthom-Vevey de 1re et 2e génération ainsi qu'en CAF Urbos 3, l'ensemble des terminus étant équipés des boucles de retournement nécessaires aux rames Alsthom monodirectionnelles.

### Tarification et financement
La tarification des lignes est identique et unique sur tout le réseau de la STAS, et est accessible avec l'ensemble des tickets et abonnements existants. Un ticket 1 h 30 permet un trajet simple quelle que soit la distance, avec une ou plusieurs correspondances possibles avec les autres lignes de bus et de tramway pendant une durée maximale de 1 h 30 entre la première validation et la fin du voyage. Le financement du fonctionnement des lignes (entretien, matériel et charges de personnel) est assuré par le délégataire Transdev Saint-Étienne.

### Trafic
La ligne est la plus fréquentée du réseau tramway et bus compris. Elle traverse la ville du nord au sud et affiche une fréquence pouvant aller jusque toutes les 4 minutes. Elle dessert plusieurs universités dont le Campus de Tréfilerie, la Faculté de Médecine. Dessert le centre commercial principal de la ville, Centre Deux. L' Hôpital Nord et l'hôpital de Bellevue. Elle dessert l'hyper centre et ses nombreuses boutiques. La ligne dessert trois gares SNCF la Gare de Saint-Étienne-Bellevue, celle de Saint-Étienne-Carnot et celle de Saint-Étienne-La Terrasse.